# Leptospermum subglabratum
Leptospermum subglabratum är en myrtenväxtart som beskrevs av Joy Thomps.. Leptospermum subglabratum ingår i släktet Leptospermum och familjen myrtenväxter. Inga underarter finns listade i Catalogue of Life.